# Senna lasseigniana
Senna lasseigniana är en ärtväxtart som beskrevs av Howard Samuel Irwin och Rupert Charles Barneby. Senna lasseigniana ingår i släktet sennor, och familjen ärtväxter.

## Underarter
Arten delas in i följande underarter:
- S. l. canarensis
- S. l. lasseigniana